# Bezirksmuseum Penzing

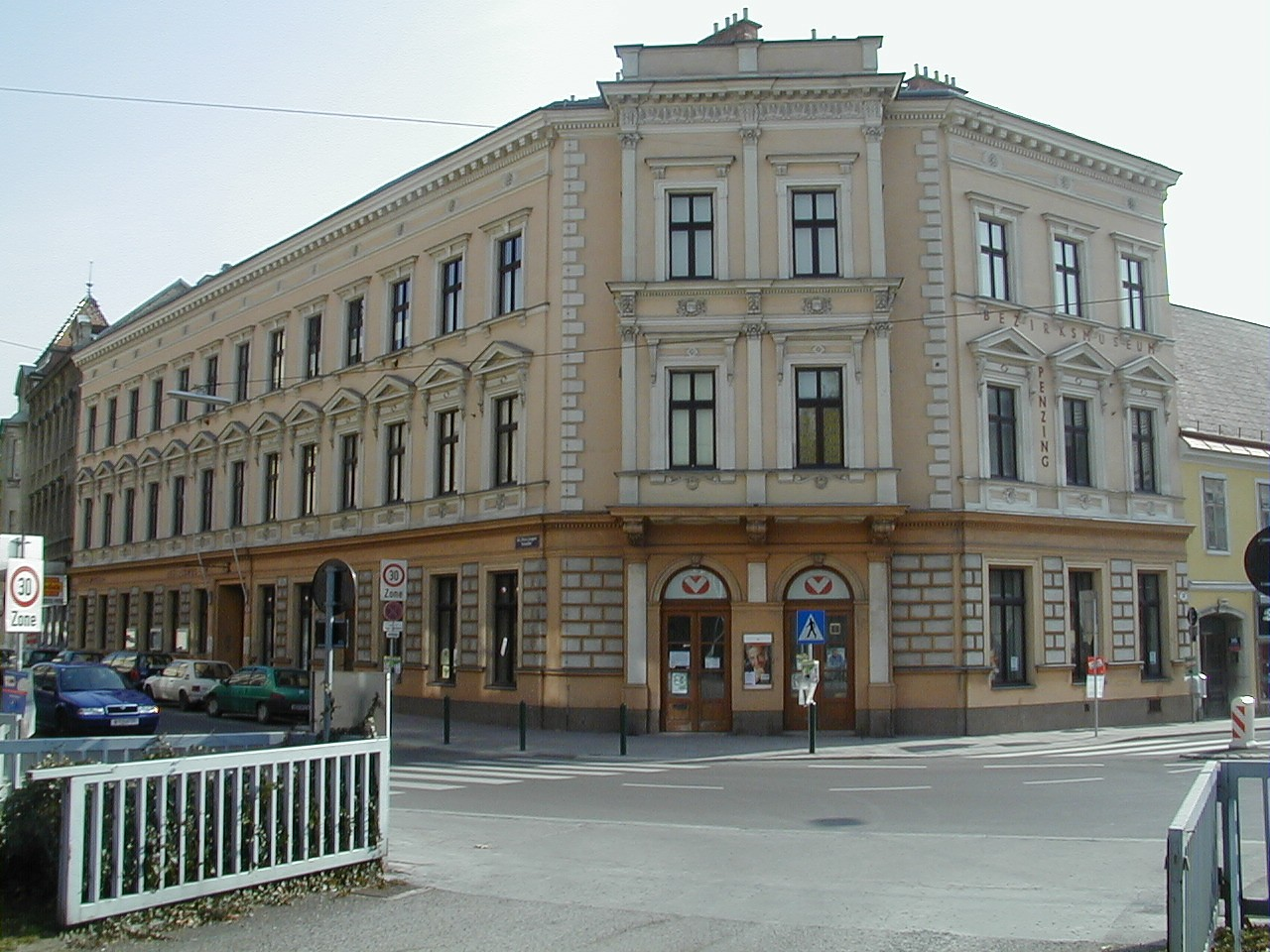
Bezirksmuseum Penzing

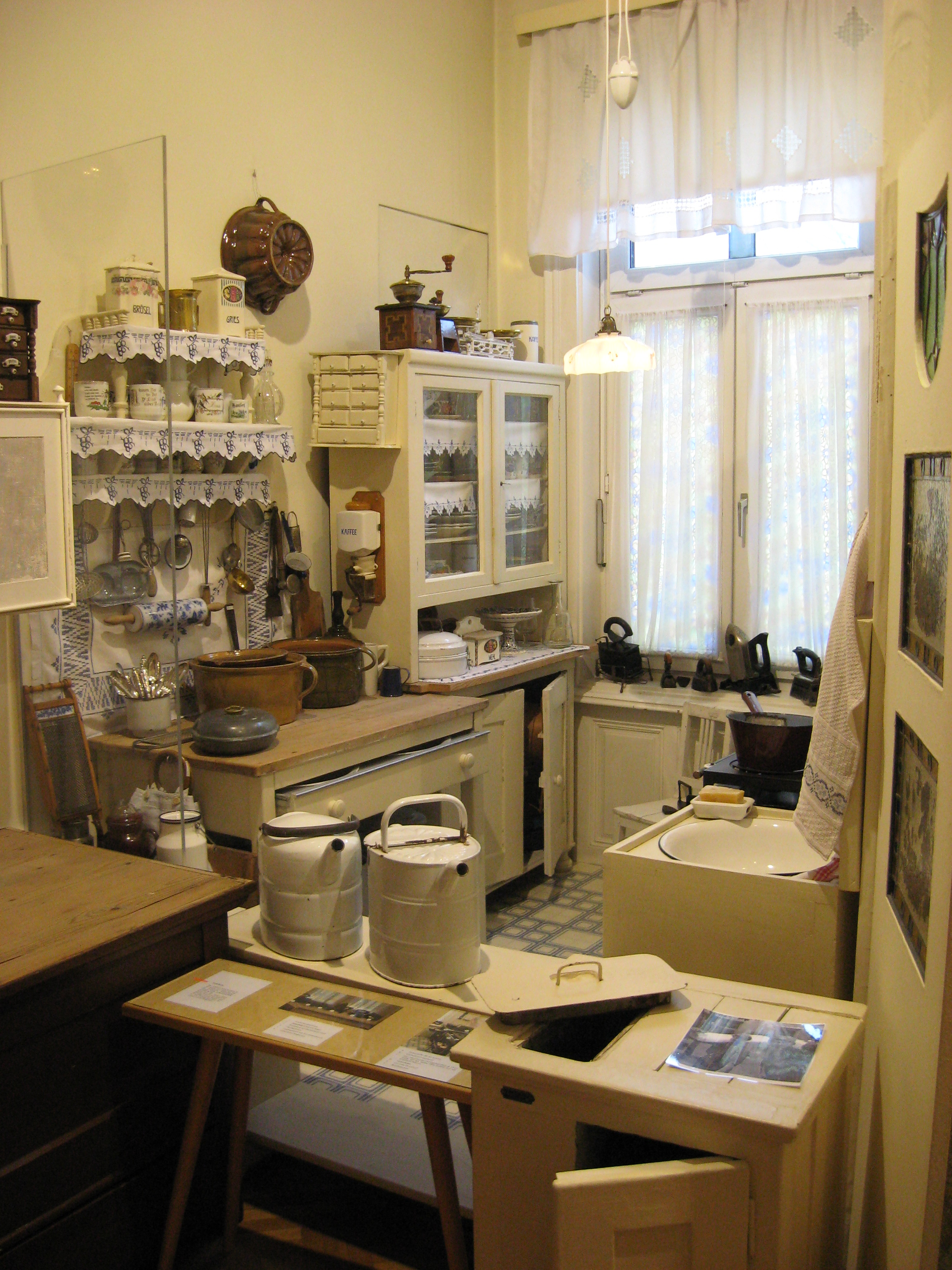
Alte Küche im Bezirksmuseum

Das Bezirksmuseum Penzing ist ein dem 14. Wiener Gemeindebezirk Penzing gewidmetes Bezirks- und Heimatmuseum an der Penzinger Straße 59.

## Geschichte
Das Museum wurde 1962 von Anton Scheiblin gegründet und beruht personell, wie alle Wiener Bezirksmuseen, auf freiwilliger Mitarbeit von Ehrenamtlichen. Das dem Bezirksmuseum von der Gemeinde Wien zur Verfügung gestellte Gebäude stammt aus dem Jahr 1873. Es handelt sich um das ehemalige Amtshaus der Vorortgemeinde Penzing, in dem seit 1892 Magistratsdienststellen untergebracht waren. Zu Beginn hatte das Bezirksmuseum nur zwei Ausstellungsräume. Im November 1963 wurde es mit der Sonderausstellung „Verkehrswege als Wegweiser der Geschichte“ eröffnet. Das kontinuierliche Wachstum der Sammlungen führte dazu, dass nach Absiedelung der Magistratsdienststellen ab 1978 ein Großteil des Gebäudes der musealen Nutzung gewidmet wurde.
Erster Leiter des Museums war bis zu seinem Tod im Jahr 1967 Anton Scheiblin. Am nachhaltigsten geprägt wurde das Bezirksmuseum Penzing durch das Wirken von Ing. Karl Koller und seiner Ehefrau Rosl Koller. Karl Koller war Gründungsmitglied des Museums und stand diesem fast ein halbes Jahrhundert lang (von Jänner 1968 bis zu seinem Tod im März 2016) als Leiter vor. Auch Rosl Koller war bis zu ihrem Ableben im Jahr 2014 für das Museum im Einsatz. Seit Februar 2023 ist Dolores Weber Museumsleiterin.

## Die Sammlung
Das Bezirksmuseum Penzing umfasst heute 24 Ausstellungsräume und eine Ausstellungsfläche von mehr als 800 Quadratmeter auf zwei Etagen. Insgesamt verfügt das Museum über rund 75.000 Exponate (Stand 2023). Zirka 22.500 Fotografien, 8.000 Negative und 9.000 Dias sind im Bezirksmuseum vorhanden. Die Museumsbibliothek hat einen Bestand von rund 5000 Büchern, die nach Sachgebieten geordnet sind. Darüber hinaus beherbergt das Museum diverse Nachlässe, auch eine bezirksgeschichtliche Personendatei und eine umfangreiche Briefesammlung sind vorhanden.
Aufgrund der Lage des Bezirks im Westen Wiens, durchschnitten bzw. begrenzt durch wichtige Verkehrswege wie die Westbahn oder die Wiener Westeinfahrt, bildet die lokale Entwicklung des Straßen- und Bahnverkehrs einen Schwerpunkt, dem immer wieder Ausstellungen gewidmet werden. Zudem werden die Veränderungen der Lebenswelt der Bewohner sowie jene der Naturlandschaft Wiental-Wienerwald und berühmte Persönlichkeiten des Bezirks dokumentiert.
Das Museum gibt die „Penzinger Museumsblätter“ heraus. Zu den Objekten des Museums haben einige Mitarbeiter etliche Bücher herausgebracht.
Die Öffnungszeiten sind aufgrund der ehrenamtlichen Tätigkeit des Personals beschränkt auf Mittwoch 17 bis 19 Uhr und Sonntag 10 bis 12 Uhr. In den Schulferien sowie an Feiertagen ist das Museum geschlossen, Führungen sind nach Absprache auch außerhalb der regulären Öffnungszeiten möglich.

## Ziegel- und Baukeramikmuseum
Im gleichen Haus befindet sich seit 1982 das, aus der Sammlung Anton Schirmböck hervorgegangene, Wiener Ziegelmuseum, heute Ziegel- und Baukeramikmuseum. 1978 als Außenstelle des Bezirksmuseums Penzing eröffnet ist es seit 1986 ein eigenständiges Museum. Geöffnet ist es jeden ersten und dritten Sonntag im Monat von 10 bis 12 Uhr, in den Schulferien und an Feiertagen ist es geschlossen.